# Hvalsø
Hvalsø é um município da Dinamarca, localizado na região oriental, no condado de Roskilde.
O município tem uma área de 72 km² e uma população de 7 856 habitantes, segundo o censo de 2005.